# Chrīstos Terzanidīs
Chrīstos Terzanidīs (in greco Χρήστος Tερζανίδης?; 13 febbraio 1945) è un allenatore di calcio ed ex calciatore greco, di ruolo centrocampista.

## Palmarès

### Giocatore

#### Competizioni nazionali
- Campionato greco: 1

PAOK: 1975-1976
- Coppa di Grecia: 2

PAOK: 1971-1972, 1973-1974

#### Competizioni internazionali
- Coppa dei Balcani per club: 1

Panathinaikos: 1977